# Ramphastos vitellinus
Ramphastos vitellinus là một loài chim trong họ Ramphastidae.